# Campeonato da Europa de Atletismo de 2016 - Revezamento 4x100 m masculino
A prova dos 4 x 100 metros estafetas masculino do Campeonato da Europa de Atletismo de 2016 foi disputada entre os dias 9 e 10 de julho de 2016 no Estádio Olímpico de Amsterdã em Amesterdão,  nos Países Baixos. 

## Recordes
Antes desta competição, os recordes mundiais e do campeonato nesta prova eram os seguintes:
|                       | Nome                                                                     | Nacionalidade | Tempo | Local   | Data                  |
| --------------------- | ------------------------------------------------------------------------ | ------------- | ----- | ------- | --------------------- |
| Recorde mundial       | (Nesta Carter, Michael Frater Yohan Blake, Usain Bolt)                   | Jamaica       | 36s84 | Londres | 11 de agosto de 2012  |
| Recorde do campeonato | (Max Moriniere, Daniel Sangouma Jean-Charles Trouabal, Bruno Marie-Rose) | França        | 37s79 | Split   | 1 de setembro de 1990 |
| Recorde europeu       | (Jason Gardener, Darren Campbell Marlon Devonish, Dwain Chambers)        | Reino Unido   | 37s73 | Sevilha | 29 de agosto de 1999  |

## Medalhistas
| Ouro                                                                        | Prata                                                                    | Bronze                                                                  |
| Reino Unido · James Dasaolu · Adam Gemili · James Ellington · Chijindu Ujah | França · Marvin René · Stuart Dutamby · Mickael-Meba Zeze · Jimmy Vicaut | Alemanha · Julian Reus · Sven Knipphals · Roy Schmidt · Lucas Jakubczyk |

## Cronograma
Todos os horários são locais (UTC+2).
| Data        | Hora  | Evento  |
| ----------- | ----- | ------- |
| 9 de julho  | 19:40 | Bateria |
| 10 de julho | 17:55 | Final   |

## Resultados

### Bateria
Qualificação: 3 atletas de cada bateria (Q) mais os 2 melhores qualificados (q). 
| Posição | Bateria | Nacionalidade | Atletas                                                                  | Tempo | Notas                |
| ------- | ------- | ------------- | ------------------------------------------------------------------------ | ----- | -------------------- |
| 1       | 1       | Grã-Bretanha  | James Dasaolu Adam Gemili James Ellington Chijindu Ujah                  | 38.12 | Q, EL                |
| 2       | 1       | Alemanha      | Julian Reus Sven Knipphals Robert Hering Lucas Jakubczyk                 | 38.25 | Q,                   |
| 3       | 1       | Itália        | Massimiliano Ferraro Federico Cattaneo Davide Manenti Filippo Tortu      | 38.58 | Q,                   |
| 4       | 2       | Polónia       | Grzegorz Zimniewicz Przemysław Słowikowski Adam Pawłowski Karol Zalewski | 38.64 | Q,                   |
| 5       | 2       | Países Baixos | Giovanni Codrington Churandy Martina Patrick van Luijk Dimitri Juliet    | 38.78 | Q                    |
| 6       | 2       | França        | Marvin René Stuart Dutamby Mickael-Meba Zeze Jimmy Vicaut                | 38.85 | Q,                   |
| 7       | 1       | Suíça         | Pascal Mancini Reto Amaru Schenkel Suganthan Somasunduram Alex Wilson    | 38.88 | q,                   |
| 8       | 1       | Ucrânia       | Roman Kravtsov Volodymyr Suprun Ihor Bodrov Vitaliy Korzh                | 39.12 | q                    |
| 9       | 1       | Espanha       | Mauro Triana Óscar Husillos Alberto Gavaldá Ángel David Rodríguez        | 39.15 | Recorde da temporada |
| 10      | 2       | Noruega       | Jonas Tapani Halonen Jonathan Quarcoo Håkon Morken Jaysuma Saidy Ndure   | 39.35 | Recorde da temporada |
| 11      | 1       | Suécia        | Emil von Barth Austin Hamilton Tom Kling-Baptiste Johan Wissman          | 39.37 | Recorde da temporada |
| 12      | 2       | Portugal      | Ancuiam Lopes Francis Obikwelu David Lima Carlos Nascimento              | 39.51 |                      |
| 13      | 1       | Irlanda       | Jason Smyth Eanna Madden Jonathon Browning Marcus Lawler                 | 39.52 | Recorde da temporada |
| 14      | 2       | Turquia       | Umutcan Emektaş Jak Ali Harvey İzzet Safer Ramil Guliyev                 | 39.58 |                      |
| 15      | 2       | Finlândia     | Eetu Rantala Otto Ahlfors Samuli Samuelsson Ville Myllymäki              | 39.68 |                      |
| 16      | 2       | Roménia       | Daniel Budin Ioan Andrei Melnicescu Ionut Andrei Neagoe Cătălin Cîmpeanu | 39.98 |                      |

### Final

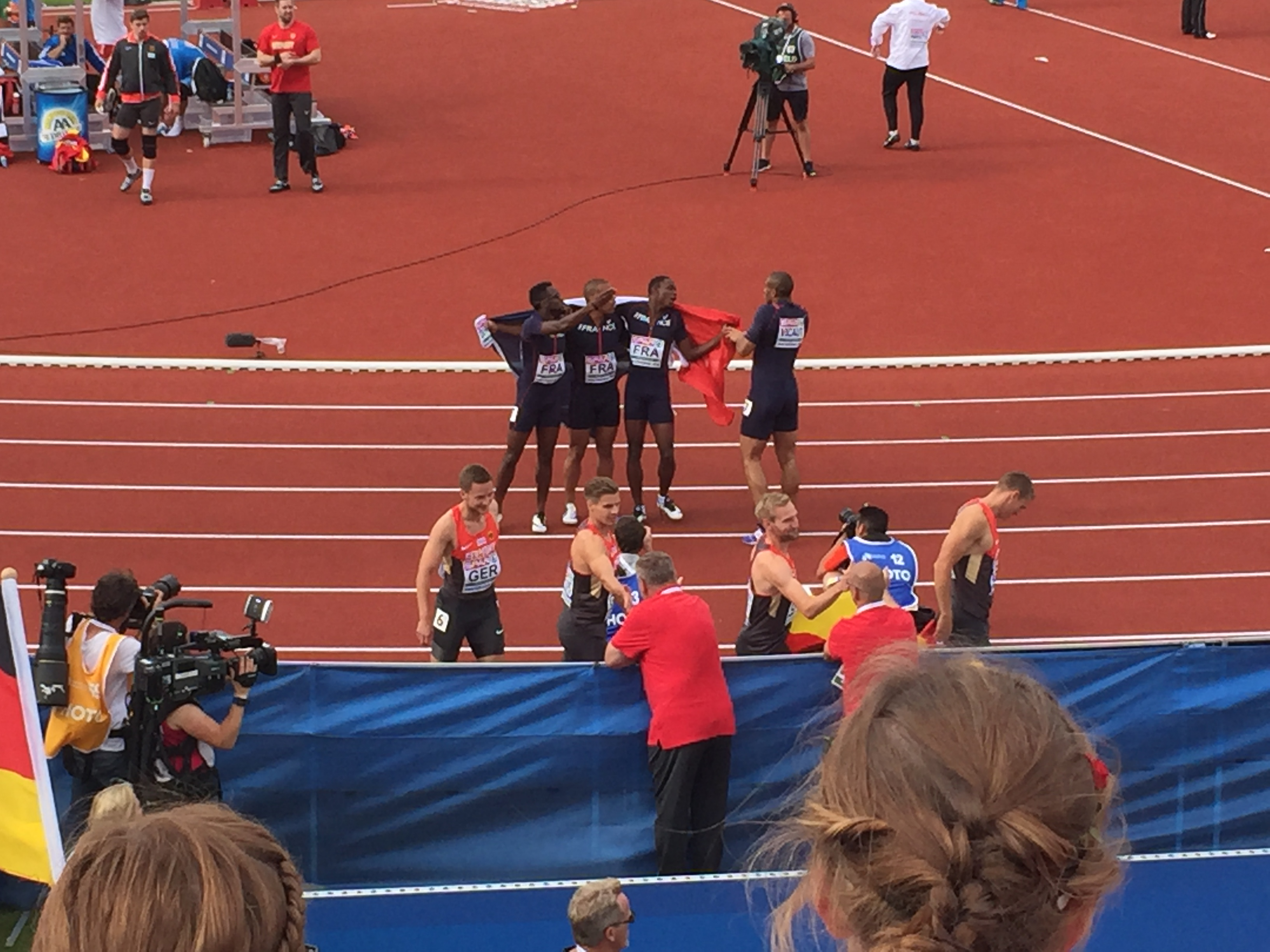
Vencedores da medalha de ouro e prata

| Posição           | Raia | Nacionalidade | Atletas                                                                  | Tempo | Notas                |
| ----------------- | ---- | ------------- | ------------------------------------------------------------------------ | ----- | -------------------- |
| Medalha de ouro   | 5    | Grã-Bretanha  | James Dasaolu Adam Gemili James Ellington Chijindu Ujah                  | 38.17 |                      |
| Medalha de prata  | 7    | França        | Marvin René Stuart Dutamby Mickael-Meba Zeze Jimmy Vicaut                | 38.38 | Recorde da temporada |
| Medalha de bronze | 6    | Alemanha      | Julian Reus Sven Knipphals Roy Schmidt Lucas Jakubczyk                   | 38.47 |                      |
| 4                 | 4    | Países Baixos | Solomon Bockarie Churandy Martina Patrick van Luijk Giovanni Codrington  | 38.57 |                      |
| 5                 | 8    | Itália        | Massimiliano Ferraro Federico Cattaneo Davide Manenti Filippo Tortu      | 38.69 |                      |
| 6                 | 3    | Polónia       | Grzegorz Zimniewicz Przemysław Słowikowski Adam Pawłowski Karol Zalewski | 38.69 |                      |
| 7                 | 1    | Suíça         | Pascal Mancini Reto Amaru Schenkel Suganthan Somasunduram Alex Wilson    | 39.11 |                      |
| 8                 | 2    | Ucrânia       | Roman Kravtsov Volodymyr Suprun Ihor Bodrov Vitaliy Korzh                | 39.46 |                      |

Legenda
| Recorde mundial       | Recorde mundial (World record)               |                       | Recorde africano                      | Recorde africano (African) |                                           | Q | Classificado por posição (Qualified) |
| Recorde do campeonato | Recorde do campeonato (Championship record)  | Recorde da América    | Recorde da América (Americas)         | q                          | Classificado por melhor tempo (Qualified) |   |                                      |
| Melhor marca do ano   | Melhor marca do ano (World leading)          | Recorde asiático      | Recorde asiático (Asian)              | DNS                        | Não largou (Did not start)                |   |                                      |
| Recorde nacional      | Recorde nacional (National record)           | Recorde europeu       | Recorde europeu (European)            | DNF                        | Não terminou (Did not finish)             |   |                                      |
| Recorde pessoal       | Recorde pessoal do atleta (Personal best)    | Recorde da Oceania    | Recorde da Oceania (Oceania)          | DSQ / DQ                   | Desclassificado (Disqualified)            |   |                                      |
| Recorde da temporada  | Recorde da temporada do atleta (Season best) | Recorde sul-americano | Recorde sul-americano (South America) | NM                         | Sem marca (No mark)                       |   |                                      |